# Матиясово
Матиясово (укр. Матіясове) — село в Березанском районе Николаевской области Украины.
Основано в конце XVIII века. Население по переписи 2001 года составляло 412 человек. Почтовый индекс — 57445. Телефонный код — 5153. Занимает площадь 0,656 км².

## История села Матиясово.

### Из газетной статьи Ленинская правда за 10 августа 1971 года. "История сёл Березанщины", автор Владимир Олейников. (часть 1)
После штурма крепости, генерал Суворов объезжал войско. Полководец приветствовал своих чудо-богатырей, героев Кинбурна и Очакова с блестящей победой. Возле одного из полков Александр Васильевич остановил своего дончака. Перед глазами открывалась живописная картина. Чуть ли не все бойцы роты, хорошо испытанные в битвах были не один раз ранены. Они стояли опираясь на плечи собратьев. Эту группу возглавлял офицер богатырского роста-командир. Лицо его было в шрамах - следы турецких сабель и ятаганов, из под белой повязки на голове сочилась кровь, правая рука с оторванными пальцами нашла пристанище в чёрной косынке на груди. Не обращая внимание на своё ранение, Суворов по молодецки спрыгнул с коня и хромая подошёл к храбрым победителям. Остановившись перед офицером, он воскликнул: - Помилуй Бог, какой красавец! Кутузов, который стоял рядом усмехнулся и хриплым голосом сказал:
- Поручик Матиас, командир штурмовой роты, на глазах у врага захватил и взорвал пороховые погреба.
Суворов ласково попросил офицера:
- Наклонись голубчик, я тебя поцелую.
Поручик не мог наклонится, в пояснице у него сидели осколки турецкого ядра. Он тяжело опустился на колени. Александр Васильевич обхватил его голову, поцеловал в окровавленный лоб. Потом, отстранившись, поискал кого то глазами среди своего полка. Остановивши взгляд на груди Кутузова, быстро снял у него офицерский крест, подцепил храброму офицеру и смахнул слезу. Адъютанты Суворова помогли Матиасу встать на ноги. Были также награждены все кто остался в живых из роты поручика. В 1795 году поручик Матиас, который уже пошёл в отставку и работал в Очаковской таможне, по ходатайству Суворова (тот командовал войсками на юге Украины) получил земельный надел. Получили наделы и шесть боевых собратьев - солдат Матиаса покалеченных в боях на Кинбурне и Очакове. Среди этих шести были предки тех, кто сейчас живёт в Матиясово и носят фамилии Архипенко и Онищенко... Осенью, после Покрова, Матиас с шестью солдатами приплыли из Очакова на двух парусных лодках, высадились на маленьком мысе, как раз на конце главной улицы нынешнего Матиясово. Место им им понравилось, хотя перед глазами открывалась далеко не радостная картина. Кругом была первобытность и дикость, берега лимана, заросшие камышом, в степи волнами переливалась трава в рост человека. Ночами завывали волки, а на стародавних могилах угрюмо перекликались орлы. Только в одном месте, на склонах, откуда начинались широкие камышовые заросли, примостилась приземистая землянка. Когда пришельцы приблизились к ней, то неистово загавкали огромные псы, заскрипели двери и за порог вышел чернобородый великан. А уже за ним высыпало и всё его численное семейство - четыре дочки красавицы, чернобровые и статные, высокая жена. Она стояла в окружении дочек и держала на руках мальчика четырёх-пяти лет. После взаимных переглядываний и приветствий чернобородый спросил: - Кто вы будете, люди? За всех ответил бывший унтер-офицер, волжанин, однорукий Архипов. - Мы, добрый человек, хозяева. Прибыли на свою землю. А ты кто? Чернобородый усмехнулся, простодушно посмотрел на Матиаса и его товарищей. - Рыбак я , свободный человек. А до этого был рабом молдавского господина. Только я от него убежал, невыносимо было. Поселился тут и зовусь Иона Стратула. Его речь звучала, как речь достойного человека, который сделал подвиг во имя своей семьи. Он пытливо всматривался на чужих людей и ждал, как они отнесутся к его словам, к его семье, к нему беженцу-рабу. - Вот и познакомились,воскликнул весёлый Архипов. Друзья его и Матиас добродушно засмеялись. - Не нам тебя корить, свободный человек, - сказал Матиас. - Тесно нам на этой земле не будет. Иона выпрямился, радостно засеяли его глаза. Он отступил в бок и махнул рукой: - Если  с добрыми намерениями, то заходите в мои хоромы. Неделю прожили Матиас и его друзья у гостинного Стратулы. Иона водил их в степь, возил на шаланде по лиману.Новосёлы знакомились с местами, где им придётся обживаться и жить. Они узнали, что за сем вёрст от Ионовой землянки есть село, которое в 1793 году построил помещик Андриан Зорин и в котором живёт 126 крепостных селян.

### Из газетной статьи Ленинская правда за 17 августа 1971 года. "История сёл Березанщины", автор Владимир Олейников. (часть 3)
За ними в с.Матиясово пришли Шевченки, выходцы из средней части Украины. Потом появилась фамилии Колинко, Коноваловы и Олейниковы, которые пришли в Матиясово из Курско-Воронежских земель где то в середине девятнадцатого столетия. Это были безземельные люди, крепостные. Уже во время революции 1917 года, один из Олейниковых - Фёдор Григорьевич - потомственных пастух, был первым главой ревкома. Фамилия Коваленко также появилась в середине девятнадцатого столетия во время помещика, статского советника Владимира Добрянского. Знаменитого повара Пилипа Коваленка, Добрянский выменял на Полтавщине. Интересная история появления в Матиясово и Дерибасово фамилии Мец. В 1815 году, после Отечественной войны, к своему дяде Андриану приехал полковник Зорин, который воевал в составе Бугского казачьего полка. Вместе с ним прибыл и француз Шарль - бывший воин наполеоновской армии. Вскоре полковник отправился из поместья в войско. Шарлю не понравилось у помещика Андриана Зорина и он убежал в Матиясово. Вскоре Шарль женился на дочке однорукого Архипова, внучке Ионы Стратулы. После свадьбы он с молодой женой уехали жить в Дерибасово. По фамилии его никто не называл, а звали с лёгкой руки Матиаса - Шарль из Меца. Мец - город на речке реки Мозель во Франции. Иона Стратула прожил чуть ли не сто лет. Один из его правнуков Афанасий Васильевич Стратула в 1877-78гг. служил в армии Скобелева, которая освобождала Болгарию. Афанасий был лихим разведчиком и ходил на вылазки во вражеский стан и возвращался с ценными "языками", или приносил боевые знамёна турецких полков. Он был полным георгиевским кавалером и был произведён генералом Скобелевым в чин прапорщика. Но как то его схватили в плен турки, подняли на штыки и порубили. Нашим удалось отбить тело героя и похоронить на братском кладбище. Позднее на этом кладбище посадили скобелевский парк. На одном мавзолее в парке вырезаны такие слова: " Герои, вашими костьми создана наша свобода". Где то в 40-50х. годах в Матиясово царила помещица Агафья, которая хотела назвать село Агафъевкой. Однако в народе глубоко врезался в память суворовский офицер и потому название села было отброшено. Село называли Матиясово, хотя сам основатель был против этого и гневался на такое название. Он предлагал назвать поселение Зарёй Антарес, что в переводе означает Заря Света. Однако его боевые товарищи и другие жители села и слушать не желали. Матиясово и точка. Красивое село Матиясово, моя Родина! Что может быть для человека дороже за родной край, за родную землю? Разве есть в человеке большая гордость, чем гордость и любовь к своей Родине. Она могучий источник и сложно представить себя вне её. Жить без Родины хуже чем без матери, это всё равно, что без сердца.
...Прямые и зелёные улицы матиясовскии и люди в селе живут хорошо, неутомимые хлеборобы, которые выращивают пышные урожаи на богатых землях, где была проложена первая борозда их предков. Счастье тебе, Матиясово! Владимир Олейников, член областного литературного объединения.

### Ревизская Сказка от 23 мая 1858 года, Херсонской губернии Одесского уезда деревни Агафъевки ( Матиясово), помещицы-жены поручика, Ксении Петровой Кочаки о состоящих дворовых людях и крестьянах. Ф.Р.-22, дело 98, лист 1119
Андреев В.; Андреев К.; Андриянов Н.; Андриянов С.; Андриянов Ф.; Архипенко Н.Л.; Архипенко М.Л.; Архипенко К.М.; Барышников Н.Ф.; Барышников С.; Васильев И.; Василевская Е.; Гаврилин Д.; Давыдов П.; Дорофеев Н.; Евтеев А.; Емельянов И.; Запара П.М.; Иванов Г.; Иванов В.; Иванов Р.; Кирилин П.; Колинко И.Н.; Колинко Н.И.; Колинко П.Н.; Коновал Е.К.; Коновал Г.К.; Никитин А.И.; Николаев Г.; Онищенко К.И.; Остапенко (Баран) В.Е; Остапенко (Баран) Я.В; Остапенко (Баран) И.В; Петров С.; Пищаненко Д.С.; Соколов (Погорелый) И.И.; Степанов Ф.; Степанов И.; Стратулов В.Г.; Чурбанов Д.И.; Шевченко А.С.; Шевченко С.П.; Шевченко А.С.; Шевченко Г.С.; Шкидин Д.С.;

## Музей
В селе Матиясово существует музей посвящённый основанию села, его развитию, культуре и мирной жизни жителей, а также участие их в военных мировых событиях. Музей на протяжении своего существования наполняется интересными экспонатами  быта, старинными фотографиями, записями. Также в музее присутствуют краеведческие экспонаты. Музей расположен в Матиясовской школе и открыт для всех желающих. Открытие музея сделала директор школы Н.И. Бондаренко.

## Церковь
В селе Матиясово существует и действует украинская православная церковь Киевского патриархата. Храм был построен в 1899 году в честь Святого равноапостольного князя Владимира – Крестителя Руси. Идея постройки храма возникла еще в 1890 году, поскольку молитвенный дом, расположенный в обычной сельской хате, не удовлетворял самых необходимых потребностей православных крестьян. Но неурожай, несогласия между крестьянами, землевладельцами и священником мешали начать это доброе дело. Все изменилось с приездом в Матиясовский приход отца Иоанна Павловского, который взялся за построения нового храма и в кратчайшие сроки, сумел найти для этого средства. Основным помощником и благодетелем священника стал местный землевладелец Иван Федорович Патала, который выделил деньги, и занимался сбором средств. Около 4 тыс. рублей в это богоугодное дело предоставил Николай Апостолович Савенко, братство святого апостола Андрея помогло двумя тысячами, так что было собрано первоначальный капитал, который позволял начать строительство. В 1898 году епархиальным архитектором Прокоповичем был сделан проект храма. Зимой того же года организовался строительный комитет, и было решено строиться хозяйственным способом. С Черкасс был привезен новый крест на колокольню. В 1899 году, меньше чем за год, храм был освящён и началось богослужение. В советские времена храм использовался как склад, клуб на 200 мест, со временем он был частично разрушен, отсутствовали окна и двери. В 2006 году началась его реконструкция, была построена новая колокольня, отреставрированы, стены, окна, двери. Внутри храм выглядит современно, но напоминает о его почтенном возрасте фрагмент фрески, который сохранили для потомков. На ней изображен один из эпизодов крещения Руси: дружинники князя Владимира стоят в водах Днепра. В открытом доступе Государственного архива Николаевской области доступны метрические книги с записями о рождении, бракосочетании и смерти прихожан с 1892 года церкви Святого Владимира деревни Матиясово. До 1892 года записи в метрических книгах о жителях села Матиясово (Агафьевки), находятся в открытом доступе Государственного архива Николаевской области, записи велись в церкви святого князя Александра Невского с.Тузлы. Также записи метрических книг с 1795 года о жителях села Матиясово (Агафьевки), находятся в открытом доступе Государственного архива Одесской области, записи велись в церкви святого князя Александра Невского с.Тузлы.

## Жители села Матиясово павшие в боях Великой Отечественной войны 1941-1945 гг.

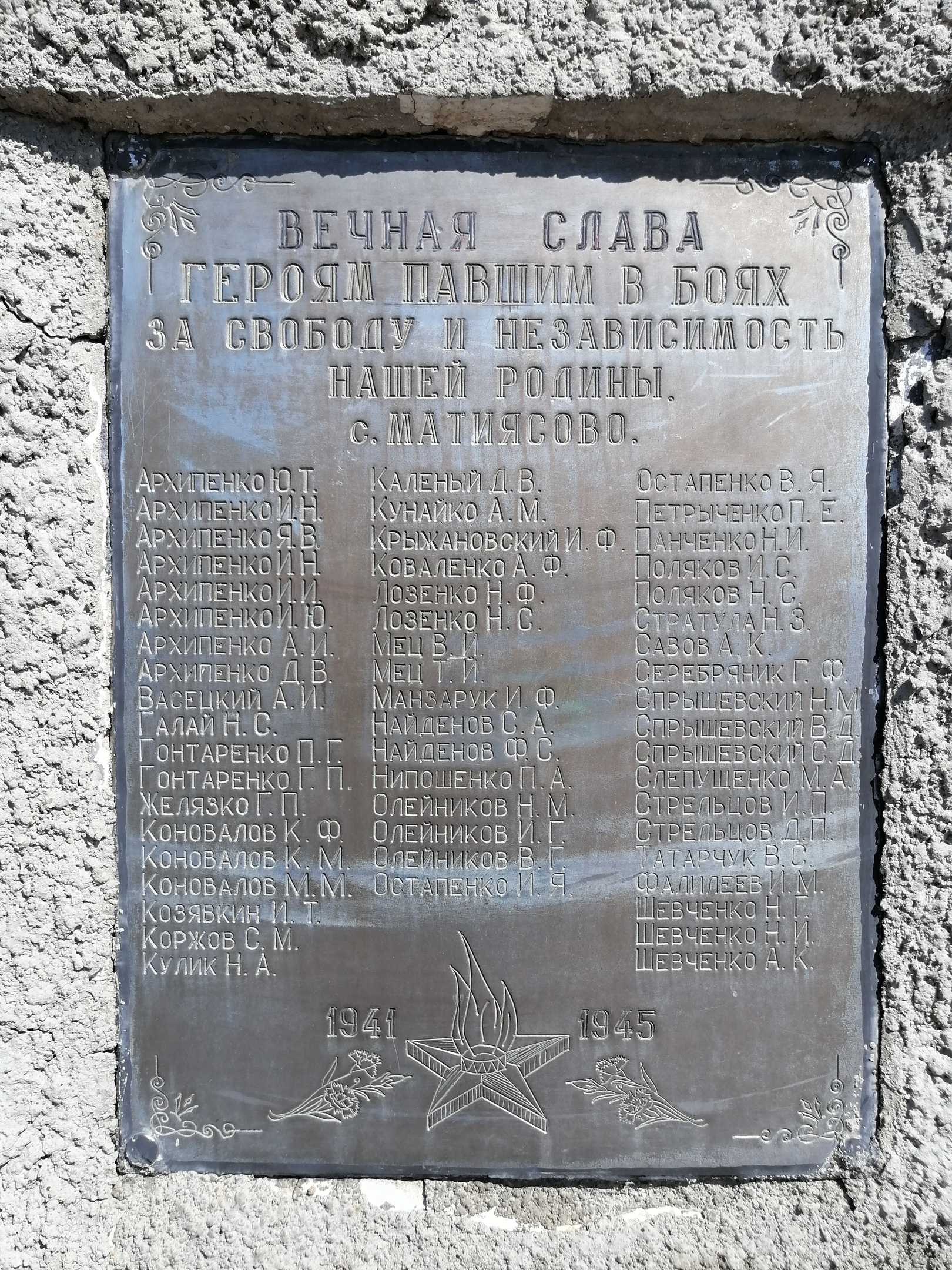
Жители с.Матиясово павшие в боях Великой Отечественной войны 1941-1945гг.

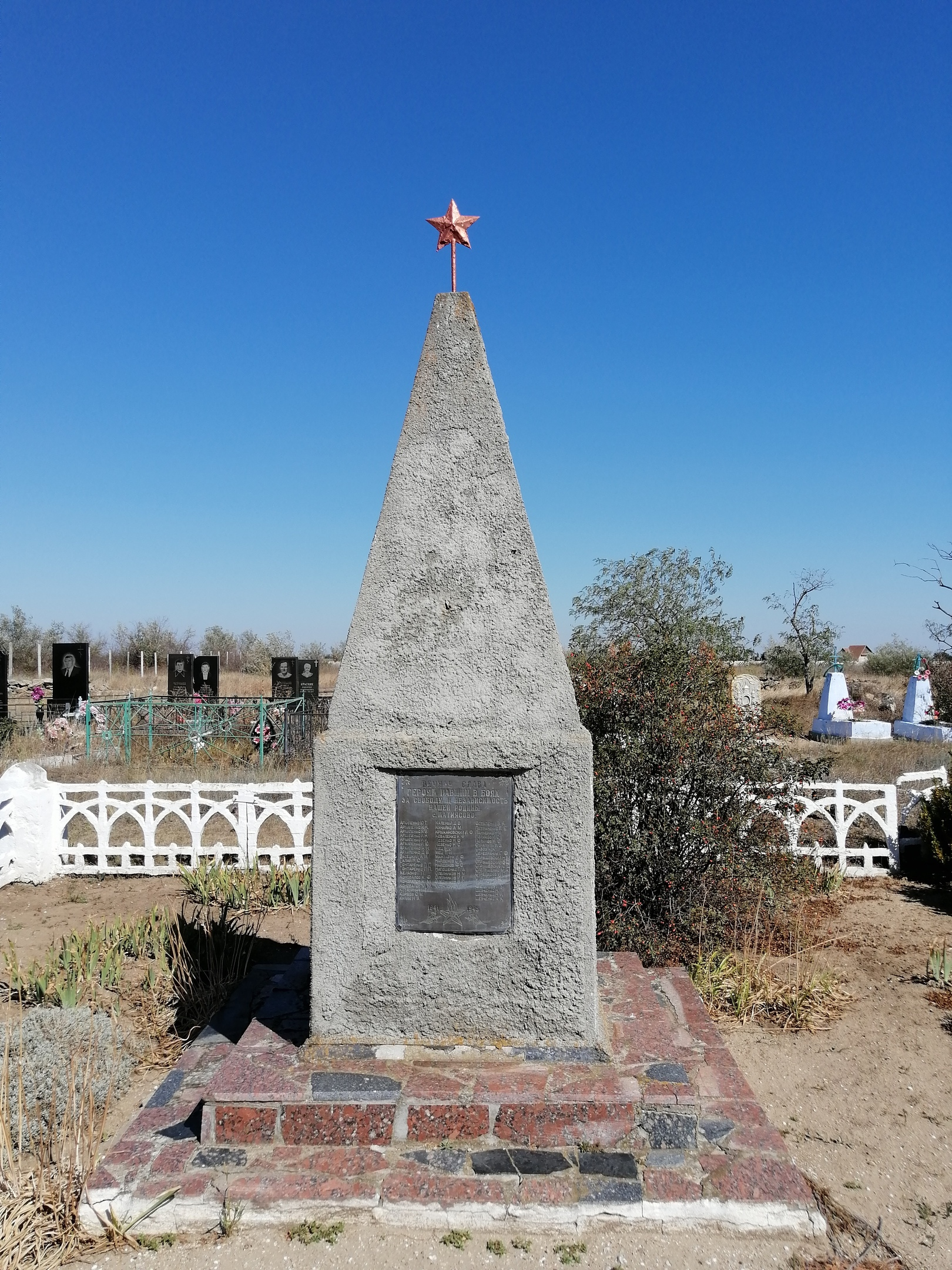
Памятник жителям с.Матиясово павшим в боях Великой Отечественной войны 1941-1945гг.

Архипенко Ю.Т.; Архипенко И.Н.; Архипенко Я.В.; Архипенко И.Н.; Архипенко И.И.; Архипенко И.Ю.; Архипенко А.И.; Архипенко Д.В.; Васецкий А.И.; Галай Н.С.; Гонтаренко П.Г.; Гонтаренко Г.П.; Желязко Г.П.; Коновалов К.Ф.; Коновалов К.М.; Коновалов М.М.; Козявкин И.Т.; КоржовС.М.; Кулик Н.А.; Каленый Д.В.; Кунайко А.М.; Крыжановский И.Ф.; Коваленко А.Ф.; Лозенко Н.Ф.; Лозенко Н.С.; Мец В.И.; Мец Т.И.; Манзарук И.Ф.; Найденов С.А.; Найденов Ф.С.; Нипошенко П.А.; Олейников Н.М.; Олейников И.Г.; Олейников В.Г.; Остапенко И.Я.; Остапенко В.Я.; Петрыченко В.Я.; Панченко Н.И.; Поляков И.С.; Поляков Н.С.; Стратула Н.З.; Савов А.К.; Серебряник Г.Ф.; Спрышевский Н.М.; Спрышевский В.Д.; Спрышевский С.Д.; Слепущенко М.А.; Стрельцов И.П.; Стрельцов Д.П.; Татарчук В.С.; Фадилеев И.М.; Шевченко Н.Г.; Шевченко Н.И.; Шевченко А.К.;